# Zeuzera pyrina
Zeuzera pyrina (Linnaeus 1761) - крушкин дрвоточац или бели дрвоточац је врста ноћног лептира (мољца) из породице Cossidae.

## Распрострањење
Z. pyrina се може наћи првенствено у Европи али и у северној Африци (Алжир, Египат, Либија, Мароко) и Азији (Тајван, Индија, Иран, Ирак, Израел, Јапан, Кореја, Либан, Шри Ланка , Сирија, Турска). Интродукованa је и у Сједињене Државе. У Србији је широко распрострањена, од низијских подручја до висина од око 1000 метара надморске висине.

## Опис
Основна боја крила је провидно бела, са израженим металик плавим тачкама које су у редовима поређане између нерава крила. Грудни део је бео са 6 црних тачака а чело главе је црно. Трбух лептира је бео са црним длакама. Распон крила је 42 до 75 mm. Лептир лети од јуна до септембра и  кратког је животног века. Не храни се и живи 8 до 10 дана. Женке се паре чим се појаве. Свака одлаже око 1000 јаја у пукотине коре а понекад и у земљиште. Гусенице се развијају на јабуци, ораху, крушци, лесци, мушмули, на многим другим врстама дрвећа и жбуња, али и на малини, купини. Најпре остају у свиленкастом кокону из којег  излазе или у зору или у сумрак. Убушују се у гранчице на њиховим вршним деловима и даље буше ходнике према доле. Повремено излазе из бушотине те се убушују у нове нешто дебље гранчице. Идуће године гусенице се спуштају све ниже и долазе до дебелих грана па чак и до стабла. Треће се године од априла до јуна гусенице коконе на самом изласку из ходника тако да након изласка лептира из рупе ван вире празне кошуљице.

## Галерија
- лептир
- јаја
- гусеница
- лутка
- лутка
- лептир

## Синоними
- Phalaena pyrina Linnaeus, 1761
- Phalaena aesculi Linnaeus, 1767
- Zeuzera decipiens Kirby, 1892
- Noctua hypocasstani Poda, 1761